# Ev’ry Time We Say Goodbye
„Ev’ry Time We Say Goodbye” – piosenka napisana przez Cole’a Portera, zaprezentowana po raz pierwszy w musicalu Seven Lively Arts w 1944 roku.
Piosenka stała się standardem jazzowym i nagrana została przez wielu artystów, wśród których byli m.in. Ella Fitzgerald, John Coltrane, Nina Simone, Sarah Vaughan, Ray Charles, Carly Simon, Rod Stewart i Robbie Williams.
Jack Jones wydał utwór na swoim albumie Where Love Has Gone w 1964 roku. Annie Lennox wykonała „Ev’ry Time We Say Goodbye” w filmie Edward II z 1991 roku, po tym, gdy wcześniej nagrała ją na płycie charytatywnej Czerwonego Krzyża, Red Hot + Blue AIDS. Własną wersję piosenki w 1987 roku wydał na albumie Men and Women zespół Simply Red.
Sideshow Bob wykonał piosenkę w odcinku „Krusty Gets Busted” serialu animowanego Simpsonowie.